# Oslobođeni Jeruzalem
Oslobođeni Jeruzalem je najpoznatije djelo Torquata Tassa, nastalo 1575. godine. Prvi put tiskano s autorovim odobrenjem 1581.                                                                                                                                                                                                            To je barokni ep u 20 pjevanja s preko 1 5300 stihova. Spjevan je u oktavama (tradicionalna strofa talijanskoga epskog pjesništva 15. i 16. st.).                                                                                                                                                                                                            Nastao na razmeđu renesanse i baroka, odnosno u razdoblju manirizma. Njegova su djela, pa tako i ovaj ep, sinteza književnih dostignuća renesanse i istovremeno sadržavaju brojne barokne sastavnice, koje će se u punini razviti u književnosti 17. stoljeća.                                                                                                                                                                                                        Tassov je uzor Vergilije  (izmjena stvarnih i fantastičnih događaja). Prvi stih epa glasi: »Canto l’arme pietose e il Capitano…« (Pobožnu vojnu pjevam, Vođu smjela…. To je parafraza početka Vergilijeve Eneide: »Arma virumque cano…«.                                                                                                                                                                                                          Tema je Prvi križarski rat i zauzeće Jeruzalema 1099. kojom Tasso naglašava potrebu ujedinjenja kršćana. Ep prikazuje borbu kršćanskih vitezova oko Jeruzalema s predstavnicima muslimanskog svijeta. Sukobljene strane predstavljaju dva svijeta: kršćanski i muslimanski, a simbol su za sukob dobra i zla.
Godine 1593. objavljen je ep Osvojeni Jeruzalem. Tasso je mučen religijskim dilemama te potaknut novom političkom situacijom (velika opasnosti od Turaka) godinu dana revidirao Oslobođeni Jeruzalem i nakon mnogo ispravaka (izbacivanja epizoda, dodavanja novih stihova), nakladniku je predao ep pod novim naslovom - Osvojeni Jeruzalem.

## Tassov poetički koncept
Svoj je poetički koncept Tasso razradio u teorijskom spisu o junačkom epu (Discorsi del poema eroico, 1594). On je utemeljen je na zasadama antičke poetike. Oslobođeni Jeruzalem Tasso svrstava u junački ep, koji mu je poslužio kao žanrovski okvir. Središnja tema i fabularna okosnica je pobožna vojna (Prvi križarski rat). Ona osigurava jedinstvo razgranate i složene kompozicije spjeva i njezina mnoštva fabularnih linija. Tasso je takvu kompoziciju i pojedine tematsko-motivske sastavnice preuzeo iz viteške epike. U njegov su ep utkani i brojni petrarkistički elementi, koji, uz česte opise noćnih prizora, doprinose njegovoj karakterističnoj lirskoj atmosferi, osobito isticanoj u razdoblju romantizma. Dokazuje se kao majstor petrarkističke i erotske ljubavne poezije, karakteristične za barokni hedonizam. Česti su postupci končeta koji se sastoje od domišljato sastavljenih usporedbi između nespojivih pojmova ili predodžaba. Također, nalazimo i manirističke elemente.
Tasso je Oslobođenim Jeruzalemom preobrazio model tradicionalnoga junačkog spjeva i olabavio njegove žanrovske i poetičke granice prepletanjem religiozne tematike sa svjetovnom, epskoga načela s lirskim te antičkoga nasljeđa sa srednjovjekovnom i renesansnom tradicijom. Takva se vrsta epa, često prema nazivu epohe, naziva barokni ep i postat će primjer mnogim piscima diljem Europe Ivan Gundulić, Lope de Vega, Edmund Spenser, Ivan Mažuranić, Ivan Kukuljević, J. W. Goethe, G. Leopardi, V. Hugo, G. G. Byron.

## Fabula i likovi
Priča, utemeljena na povijesno-religioznoj temi, bogato je razgranata, obogaćena je elementima fantastike.  U kompoziciji i temeljnim književnom postupcima slijedi tradiciju antičke epike, no mitološka je pozadina kršćanska. Umjesto bogova s Olimpa, Višnji i Sotona opredjeljuju se za i protiv križara. Pluton i njegovi hadski demoni (odnosno Lucifer, Belzebub i ostale odmetničke anđeoske snage) rade protiv križara. Pluton (Lucifer) služi se neviteškim sredstvima, nasrtajima, prijevarama, vračevima, smicalicama; začarao je Šaronsku šumu, (neophodnu križarima zbog drvene građe); paklene sile upućuju Armidu, istočnjačku čarobnicu, u kršćanski tabor s namjerom da zavede kršćanske vitezove i zavadi ih. Armida u tome uspijeva. Među kršćanskim vitezovima dolazi do krvavog obračuna. Glavni junak Rinaldo ubija norveškog kraljevića i napušta tabor. Kršćani ne mogu osvojiti Jeruzalem jer ih u tome sprječavaju čarolije.
Pobožni Gotffred u snu saznaje da je Bog odredio Rinalda kao spasioca križarske vojske. Međutim, Rinalda je zarobljen dražim čarobnice Armide koja ga je čarobnom glazbom i mirisima namamila u čamac u kojem je zaspao. Ona boravi s njim na Sretnim otocima koji se nalaze nasred jedva pristupna mora. S druge strane sile dobra pomažu svojoj vojsci u svim ratnim krizama: arkanđeo Gabrijel u I. pjevanju silazi do križarskih postrojbi u opsadi Jeruzalema i zapovijeda im da prekinu s razmiricama, te izabiru Goffreda kao jedinog vojskovođu i bespogovorno ga slijede. Kršćanska vojska nije idealizirana. Kada se nađe u opasnosti, arkanđeo Mihovil s anđelima ratnicima intervenira i ili donosi pobjedu kršćanima ili gazi i rastjeruje demone. To su elementu religijskog spjeva. Religijski aspekt, točnije katolički, prožima cijeli spjev, katkad i u liturgijskim konotacijama. Najbolji primjer za to je ulomak iz XI., koji se u izborima iz Oslobođenog Jeruzalema, naziva »Molitvom križara«, a nadahnut je vjerom, Biblijom i katoličkim bogoslužjem.
Gotffred neustrašiv borac, bogobojazni čovjek, obdaren kršćanskim vrlinama; sprječava pljačke svojih vojnika, sklon je individualnoj razini opraštanja neprijatelju zapovijeda da se nakon osvajanja Jeruzalema prestane s klanjem i nasilnom ratnom pljenidbom; pravedan je i razuman u križarskim razmiricama, blag prema onima koji su pripravljali pobunu protiv njega; naposljetku umjesto titule »kralja Jeruzalema«, on ponizno uzima naziv »čuvar Svetoga Groba«.
Važni agensi i movensi su četiri žene u čijim opisima dolazi do izražaja Tassova darovitost za psihologizaciju likova. To su:
Sofronia, kršćanska djevica ljepotica u muslimanskom Jeruzalemu, neka vrsta Judite, u koju je zaljubljen Olindo. Vladar grada Aladina osudio ju je na smrt spaljivanjem na javnomu mjestu jer je iz muslimanske džamije »ukrala« ikonu Bogorodice, koju je taj vladar kriomice dao prenijeti iz kršćanske bogomolje. Da bi spasila svoj puk od odmazde i progona, Sofronia se dobrovoljno javlja za lomaču. Olindo je pokušava spasiti govoreći da je on ukrao ikonu, ali Aladin i njega, vezanog uz Sofroniu, kani spaliti na lomači. Sofronia odgovara Olinda od njegove samožrtve, kori ga zbog grješne lakomislenosti, no on joj izjavljuje ljubav, ustrajući u svojem naumu, na što ona nije ravnodušna. Aladin zapovijeda paljenje lomače, ali u posljednji čas stiže inovjerka, muslimanska ratnica, koja dolazi u ratnoj opremi i spašava mladi zaljubljeni kršćanski par.
To je Clorinda, proslavljena »poganska« ratnica oličenje viteških vrlina, vješta oružju, hrabra i poduzetna, pa je Aladin imenuje zapovjednicom svoje vojske. Ona je bjeloputa etiopska kraljevna, zamamne ženske ljepote. U nju će se zaljubiti ratnik s protivničke strane, normanski knez Tancredi (povijesna ličnost), koji će na kraju ubiti svoju ljubljenu ne prepoznajući je u ratnoj opremi. Skinuvši joj kacigu Tancredi joj izjavljuje ljubav, koju ona prihvaća, štoviše zaželi da je krsti.  Tancredi hita do obližnjega vrela, nalijeva vodu u svoju kacigu i pokrštava je. Kad mu je ona izdahnula na rukama, Tancredi, koji se našao u misionarskoj ulozi, kao »ljubavnik« poput Petrarke nakon smrti Laure ili Dante nakon smrti Beatriče, onesvješćuje se, neutješan do suicidalnog stupnja. Križari ga odgovore od te nakane, te Tancredi Clorindi priređuje kršćanski sprovod. Clorinda, spasiteljica inovjernika, Sofronije i Olinda, zavrijedila je tim svojim činom milost obraćenja koje će joj omogućiti da se združi s voljenim Tancredijem u nebeskom boravištu.
Herminija - kći križara svrgnutoga antiohijskog kralja; beznadno je zaljubljena u Tancredija zbog njegova viteškog postupka kad su njegovi vojnici osvojili grad i dvor. Herminijina zaljubljenost ispunja stotine oktava spjeva u raznim pjevanjima i raznim situacijama: našla je utočište na Aladinovu dvoru u Jeruzalemu, po dvoboju između Argantea i Tancredija kradom se preoblači u ratno ruho prijateljice
Clorinde, jer travama želi izliječiti Tancredija. Ona je pripravna promijeniti vjeru, ići za njim svukud, dospijeva među pastire (to je jedan od antologijskih arkadijskih prizora u spjevu), dvaput iscjeljuje ljubljenoga kršćanskog viteza ranjenog u dvobojima. Sve je uzaludno, jer Tancredi voli Clorindu  (romantični ljubavni trokut).
Armida, četvrta žena nositeljica radnje u Oslobođenom Jeruzalemu. U stvaranju njezina lika najviše je proradila Tassova mašta i izvan okvira podudarnih sadržaja iz viteških romana. U njezinu oblikovanju Tasso je artikulirao sastojke istočnjačke i pradavne egzotike. Ona je sinovica kralja Damaska, neodoljive tjelesne ljepote, uz to čarobnica, vračara s tajnom moći, jedna od triju osoba koje interveniraju u radnju zbivanja u spjevu pomoću takvoga umijeća. Armida je i posrednica Tassove barokne fantastike i magijskih čina u spjevu. Neka je vrsta »fatalne žene« iz romana XX. stoljeća. Sve što je mlado i muško zaljubljuje se u nju, osim, dakako, uvijek trijeznog Goffreda.  Od Tassovih likova Armida je najviše inspirirala europske umjetnike (pjesnike, skladatelje,  slikare), ali i Gundulića, Palmotića, Pucića, Soltanovića i Kanavelovića. Toliko je, prema Tassovoj fikciji, moćna da je u pitanje dovela i uspjeh same križarske vojne: uvukla se među križare po naputku svojega strica. Križari se zaljubljuju u nju (jedan čak prelazi na islam) i kane je vratiti na prijestolje. Ona traži desetoricu, javlja joj se nekoliko puta više. Vrhunac je razdora, koji je unijela u kršćanski tabor, što je opčinila glavnoga križara, bojovnika Rinalda, Tassova Ahila, koji hrli za njom i naposljetku završava na njezinu čarobnom otoku sreće, prepustivši se Armidinu
zagrljaju. Međutim, dva kršćanska junaka dospijevaju do Kanarijskoga otočja i otrijezne Rinalda, koji se raskajan vraća među križare i stavlja na raspolaganje vrhovnom zapovjedniku. Armida ga prije toga progoni, ali kad shvati da će joj izmaknuti, pokušava samoubojstvo samostrijelom, u čemu je Rinaldo sprječava u posljednji čas. Ona se obraća, želi zamijeniti Muhamedovu vjeru Kristovom: »Ecco l’ancilla tua…«, riječima iz evanđelja. Taj neočekivani duhovni Armidin preokret element je epske metamorfoze lika i baroknoga »čudestva«. Armida se od zle, pokvarene, pohotno grješne žene koja »proždire muškarce« pretvara u Armidu »pokornicu«, odanu sljedbenicu vjere. Tasso postiže jedno od svojih poanti: najveća heroina epa, čarobnica i ljepotica, najslikovitija je predstavnica Istoka, kojom Tasso želi »zadiviti«, »začuditi« svoje čitatelje, prihvaća evanđelje.
Likovi su određeni krutim moralnim ograničenjima i neizbježnom sudbinom. Ljubavne priče rijetko imaju sretan kraj i gotovo su uvijek jednostrane, nemoguće ili osuđene na propast. Dva su glavna motiva strast, iz koje najčešće slijedi odricanje, te beznadna borba protiv sudbine. Tako se muslimanski ratnici Argante i Solimano očajnički bore protiv sudbine, premda znaju da je ona već predodređena. Ep spaja dvije pjesnikove odlike: lirsku, koja se prepušta sentimentalnim trenutcima, i racionalnu, koja sve pokušava objasniti s pomoću vjerskih, moralnih i retoričkih normi.

## Ep izazov za prevoditelje
Oslobođeni Jeruzalem zbog složenog pjesničkog izraza bogatog repertoara manirističko-baroknih stilskih figura, te zahtjevnog versifikacijskog ustroja predstavlja veliki izazov za prevoditelje. Temeljna je jedinica Tassova epa oktava, koja je u njegovu tekstu pomno izgrađena i gotovo dovedena do formalnog savršenstva. Primjerena transpozicija Tassove pjesničke forme bila je jedan od središnjih problema u tradiciji prevođenja njegova spjeva, kao i ostatka njegova opusa, na hrvatski jezik i u hrvatsku književnu kulturu. Ta je tradicija dugotrajna i bogata te se hrvatska kultura može pohvaliti prvim europskim prijevodom Aminte Dominka Zlatarića, koji je tiskan prije izvornika. U prevođenju Oslobođenog Jeruzalema okušali su se brojni hrvatski književnici i/ili prevoditelji, počevši možda već od Ivana Gundulića (autorstvo prepjeva koji mu je pripisivan nije sa sigurnošću potvrđeno), a njemu su se, između ostalih, pridružili i Franatica Sorkočević, Ivan Mažuranić, Ivan Dežman, Šime Stanić, Ante Tresić Pavičić, Vinko Premuda, Mihovil Kombol i Gjorgjo Ivanković. Ipak većina se korpusa hrvatskih prepjeva Oslobođenog Jeruzalema sastoji od pojedinačnih ulomaka, iako postoje i dvije integralne dvadesetostoljetne verzije, od kojih je ona Vinka Premude, dovršena 1927., većim dijelom ostala u rukopisu i po suvremenim se mjerilima može držati zastarjelom. Prepjev Gjorja Ivankovića u cijelosti je objavljen 1965., ali je loše ocijenjen i ne može se držati reprezentativnim prepjevnim tekstom.
Najnoviji hrvatski Oslobođeni Jeruzalem objavljen je 2009. u biblioteci Posebna izdanja Matice hrvatske. Djelo je preveo Tassov poznavatelj koji je o Tassu objavio niz znanstvenih radova, uredio dvojezičnu antologiju izabranih stihova - Mirko Tomasović. Matica hrvatska za taj ga je rad ovjenčala za osobit doprinos u prevođenju kulturne i znanstvene literature na hrvatski jezik nagradom "Mihovil Kombol". Oslobođeni Jeruzalem dobio je hrvatsku inačicu koja vjerno odražava značajke talijanskoga izvornika koje ga čine jednim od klasika svjetske književnosti.

## Vanjske poveznice

### Sestrinski projekti
|  | Zajednički poslužitelj ima još gradiva o temi Oslobođeni Jeruzalem |